# Orestes Jordán
Pour les articles homonymes, voir Jordán (homonymie) et Canepa.
Orestes Jordán Cánepa (Chincha Alta, 21 novembre 1913 – Lima, 4 décembre 1991) est un footballeur péruvien. Surnommé Cumpa, il jouait au poste de défenseur.

## Biographie

### Carrière en club
Joueur de l'Atlético Chincha de sa ville natale, Orestes Jordán rejoint l'Universitario de Deportes en 1934, sur les conseils de Carlos Cillóniz (ancien joueur de la maison et meilleur buteur du championnat 1929). Il reste dix ans au sein de l'Universitario jusqu'à sa retraite sportive en 1944 et a l'occasion de remporter trois championnats du Pérou en 1934, 1939 et 1941.

### Carrière en sélection
International péruvien, Orestes Jordán dispute les  Jeux olympiques de 1936 à Berlin. Deux ans plus tard, il remporte la médaille d'or aux Jeux bolivariens de 1938 à Bogota.
Il participe à trois championnats sud-américains en 1937,  1941 et 1942. Curieusement, il ne prend pas part à l'édition 1939 qui voit le Pérou être sacré à domicile. Jordán compte 17 capes en équipe nationale (aucun but marqué) de 1936 à 1942.

## Palmarès
| Universitario de Deportes - Championnat du Pérou (3) : - Champion : 1934, 1939, 1941. |  | Pérou - Jeux bolivariens (1) : - Vainqueur : 1938. |